# Feston

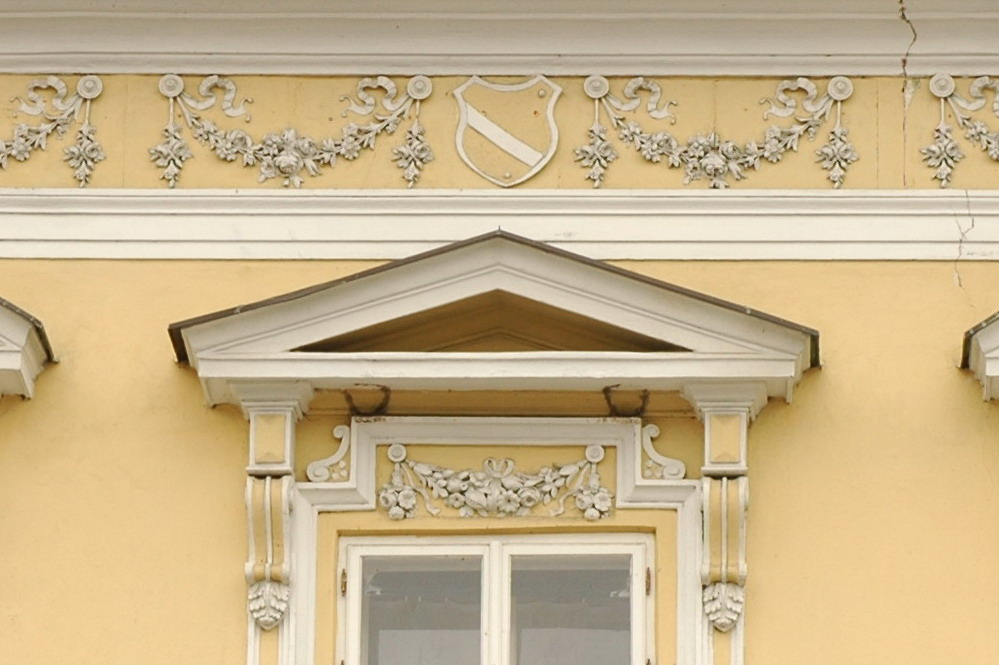
feston ; dekorativní prvek šambrány okna a pásu pod okapní římsou

Feston je dekorativní prvek, malovaný nebo častěji plastický, štukový, představující zavěs z listů, květů, případně ovoce, propletený nebo zakončený stuhou. Řada festonů vytváří girlandu.

## Historie
Vyvinul se z antické enkarpy a užíval se jako ozdoba průčelí paláců, zámků, obytných budov i interiérů, zvláště schodišť a representačních sálů. S festonem se setkáme v antickém, renesančním, barokním a klasicistním umění, na římsách a na fasádách, ale i na zdobených užitkových předmětech. Feston ve formě vavřínového polověnce je v českých zemích charakteristický pro období konce 18. století.